# Овчара (планина)
Овчара је планина која се налази на подручју општина Мркоњић Град, Република Српска, и Гламоч, Федерација БиХ, БиХ.
Највиши врх планине се налази на висини од 1.576 метара надморске висине. На њеним падинама се налази насељено мјесто Млиниште.